# Représentations diplomatiques du Sénégal

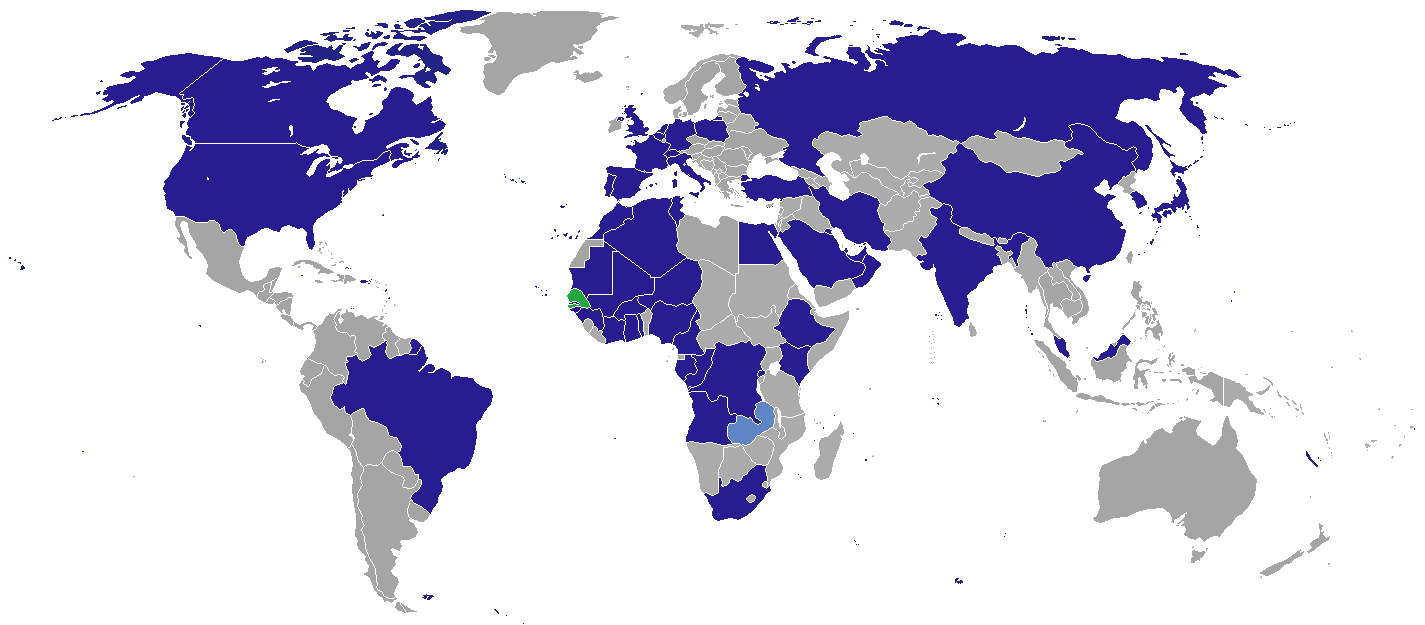
Représentations diplomatiques du Sénégal.

Voici les représentations diplomatiques du Sénégal à l'étranger :

## Afrique
- Afrique du Sud
  - Pretoria (ambassade)
- Algérie
  - Alger (ambassade)
- Angola
  - Luanda (ambassade)
- Burkina Faso
  - Ouagadougou (ambassade)
- Cameroun
  - Yaoundé (ambassade)
- Cap-Vert
  - Praia (ambassade)
- République du Congo
  - Brazzaville (ambassade)
  - Pointe-Noire (consulat général)
- République démocratique du Congo
  - Kinshasa (ambassade)
- Côte d'Ivoire
  - Abidjan (ambassade)
- Égypte
  - Le Caire (ambassade)
- Éthiopie
  - Addis-Abeba (ambassade)
- Gabon
  - Libreville (ambassade)
- Gambie
  - Banjul (ambassade)
- Ghana
  - Accra (ambassade)
- Guinée
  - Conakry (ambassade)
- Guinée-Bissau
  - Bissau (ambassade)
- Mali
  - Bamako (ambassade)
- Maroc
  - Rabat (ambassade)
  - Casablanca (consulat)
  - Dakhla (consulat général)
- Mauritanie
  - Nouakchott (ambassade)
- Niger
  - Niamey (ambassade)
- Nigeria
  - Abuja (ambassade)
  - Lagos (consulat général)
- Rwanda
  - Kigali (ambassade)
- Togo
  - Lomé (ambassade)
- Tunisie
  - Tunis (ambassade)
- Zambie
  - Lusaka (consulat général)

## Amérique
- Brésil
  - Brasília (ambassade)
- Canada
  - Ottawa (ambassade)
- États-Unis
  - Washington (ambassade)
  - New York (consulat général)

## Asie
- Arabie saoudite
  - Riyad (ambassade)
  - Djeddah (consulat général)
- Chine
  - Pékin (ambassade)
  - Canton (consulat général)
- Corée du Sud
  - Séoul (ambassade)
- Émirats arabes unis
  - Abou Dabi (ambassade)
- Inde
  - New Delhi (ambassade)
- Iran
  - Téhéran (ambassade)
- Japon
  - Tokyo (ambassade)
- Koweït
  - Koweït (ambassade)
- Malaisie
  - Kuala Lumpur (ambassade)
- Oman
  - Mascate (ambassade)
- Qatar
  - Doha (ambassade)
- Turquie
  - Ankara (ambassade)

## Europe
- Allemagne
  - Berlin (ambassade)
- Belgique
  - Bruxelles (ambassade)
- Espagne
  - Madrid (ambassade)
  - Barcelone (consulat général)
- France
  - Paris (ambassade et consulat général)
  - Bordeaux (consulat général)
  - Lyon (consulat général)
  - Marseille (consulat général)
  - Le Havre (agence consulaire)
- Italie
  - Rome (ambassade)
  - Milan (consulat général)
  - Naples (consulat général)
- Pays-Bas
  - La Haye (ambassade)
- Pologne
  - Varsovie (ambassade)
- Portugal
  - Lisbonne (ambassade)
- Royaume-Uni
  - Londres (ambassade)
- Russie
  - Moscou (ambassade)
- Suisse
  - Genève (ambassade)
- Vatican
  - Cité du Vatican (ambassade)

## Organisations internationales
- Bruxelles  (Mission permanente auprès de l'Union européenne)
- Genève  (Mission permanente auprès de l'Organisation des Nations unies)
- New York (Mission permanente auprès de l'Organisation des Nations unies)
- Paris (Mission permanente auprès de l'UNESCO)
- Rome (Mission permanente auprès de l'Organisation des Nations unies pour l'alimentation et l'agriculture)

## Galerie

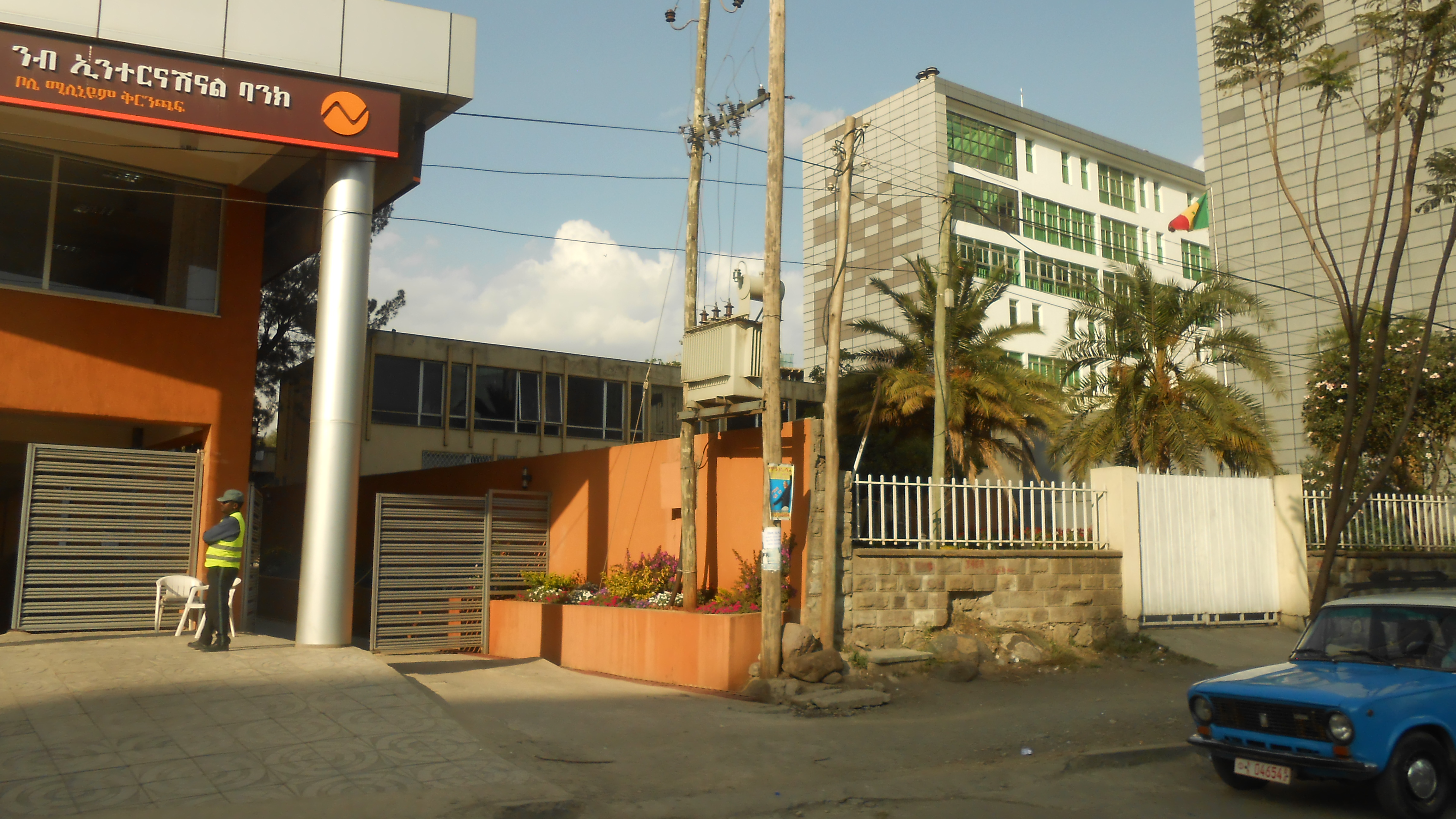
Ambassade à Addis-Abeba.
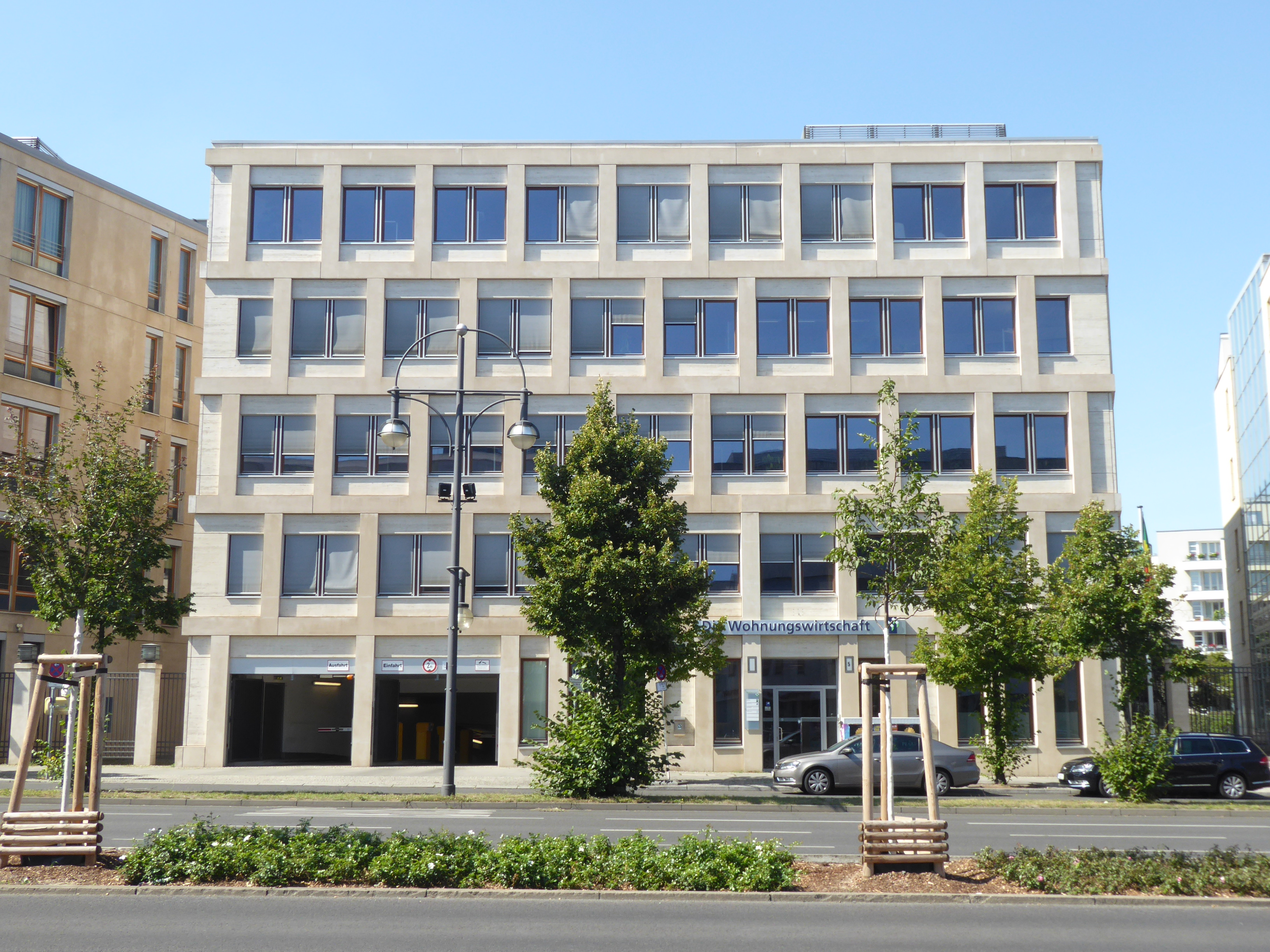
Ambassade à Berlin.
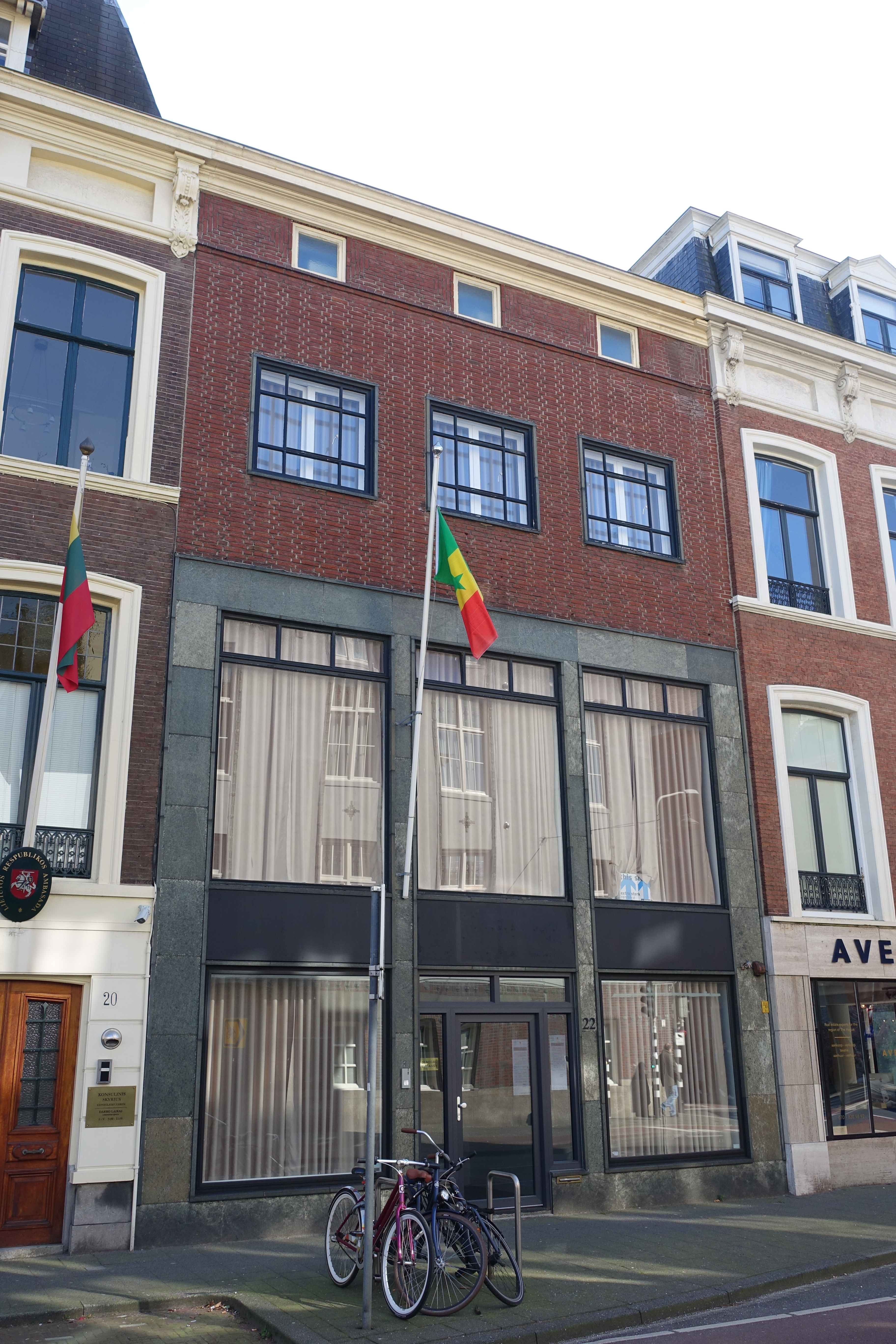
Ambassade à La Haye.
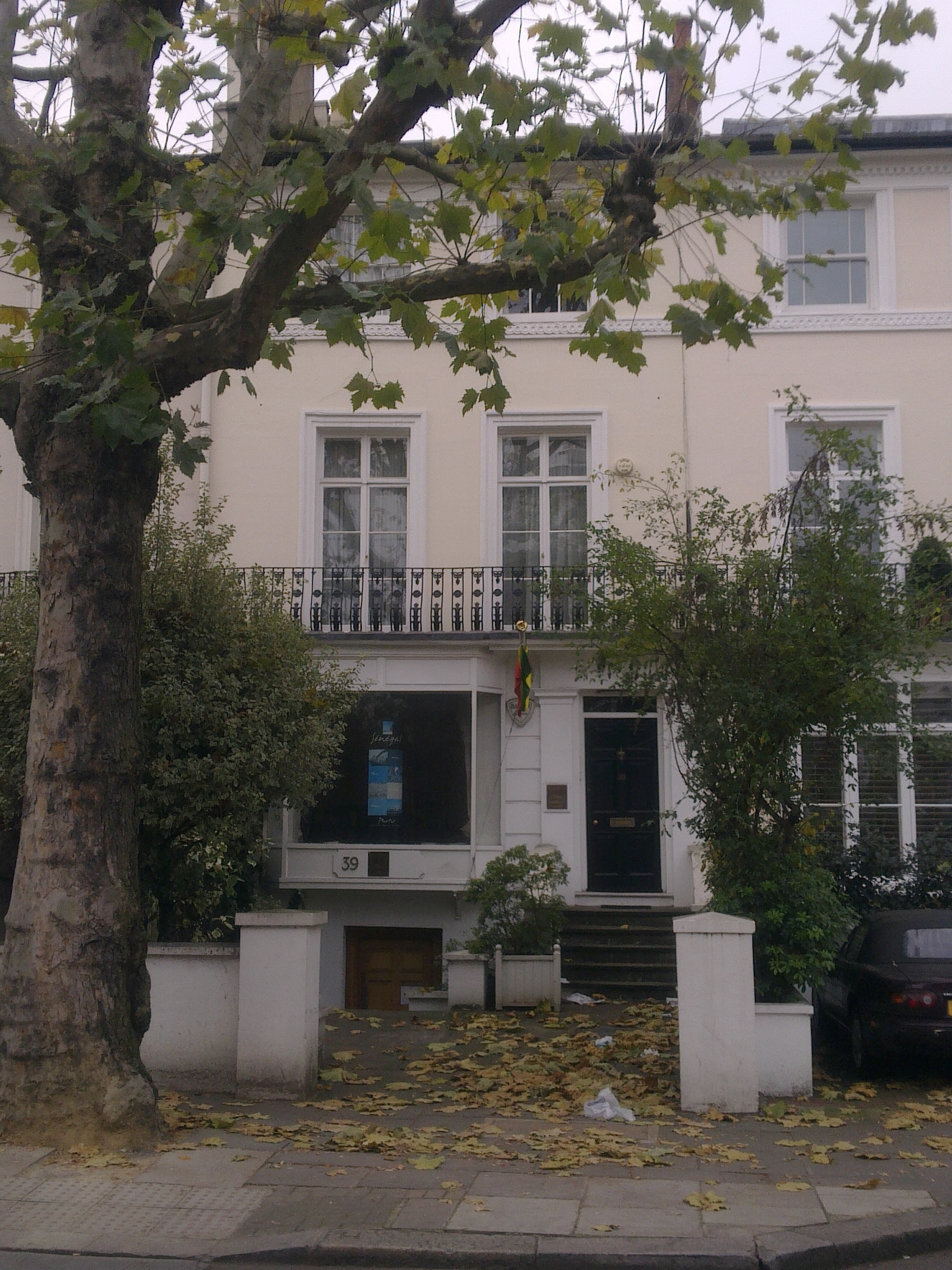
Ambassade à Londres.
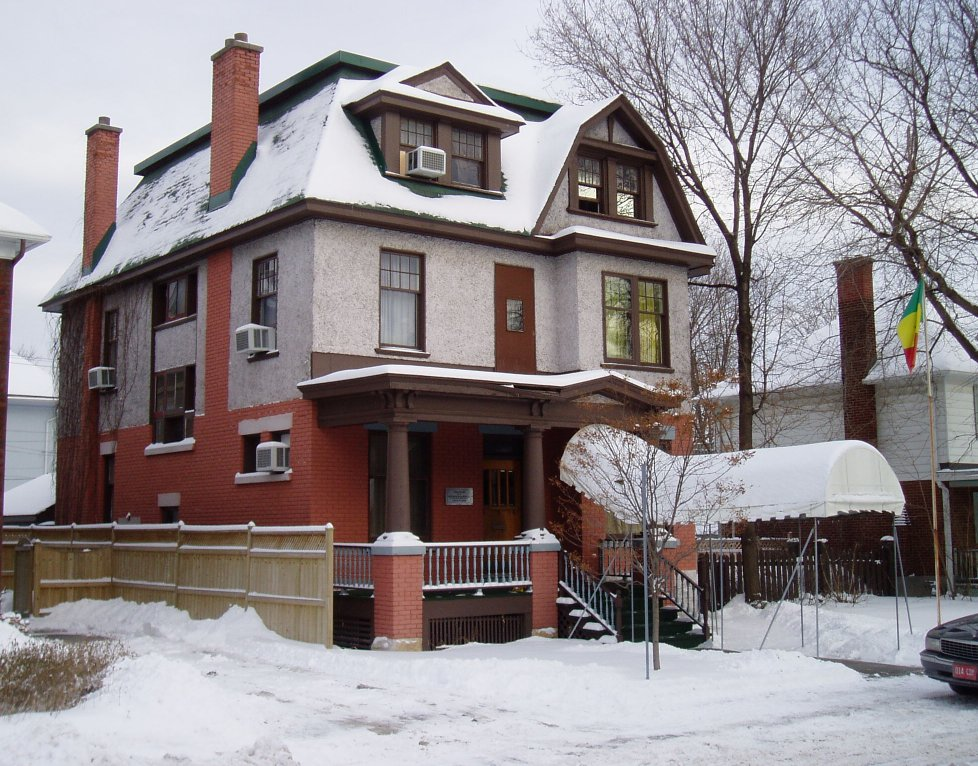
Ambassade à Ottawa.
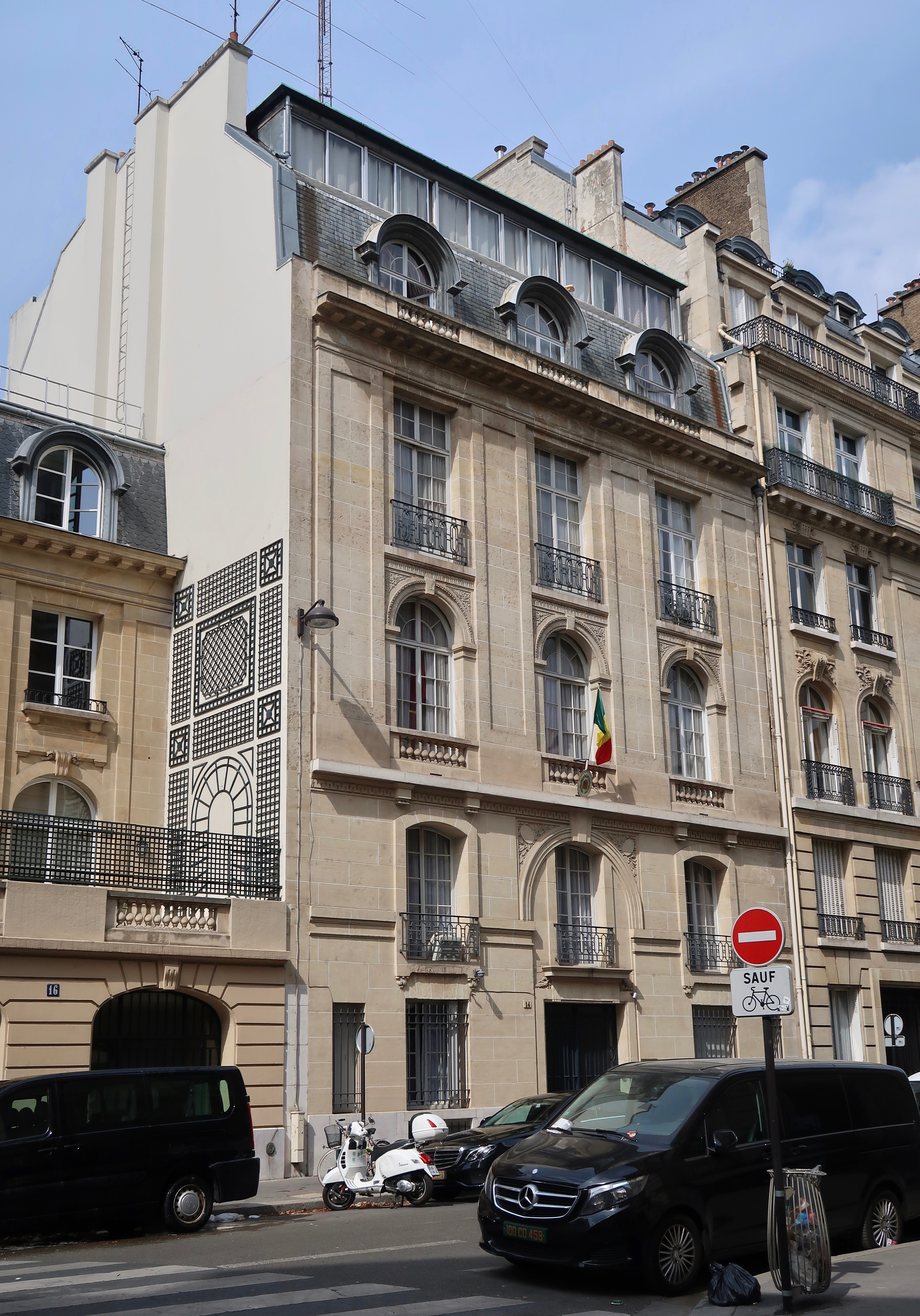
Ambassade à Paris.
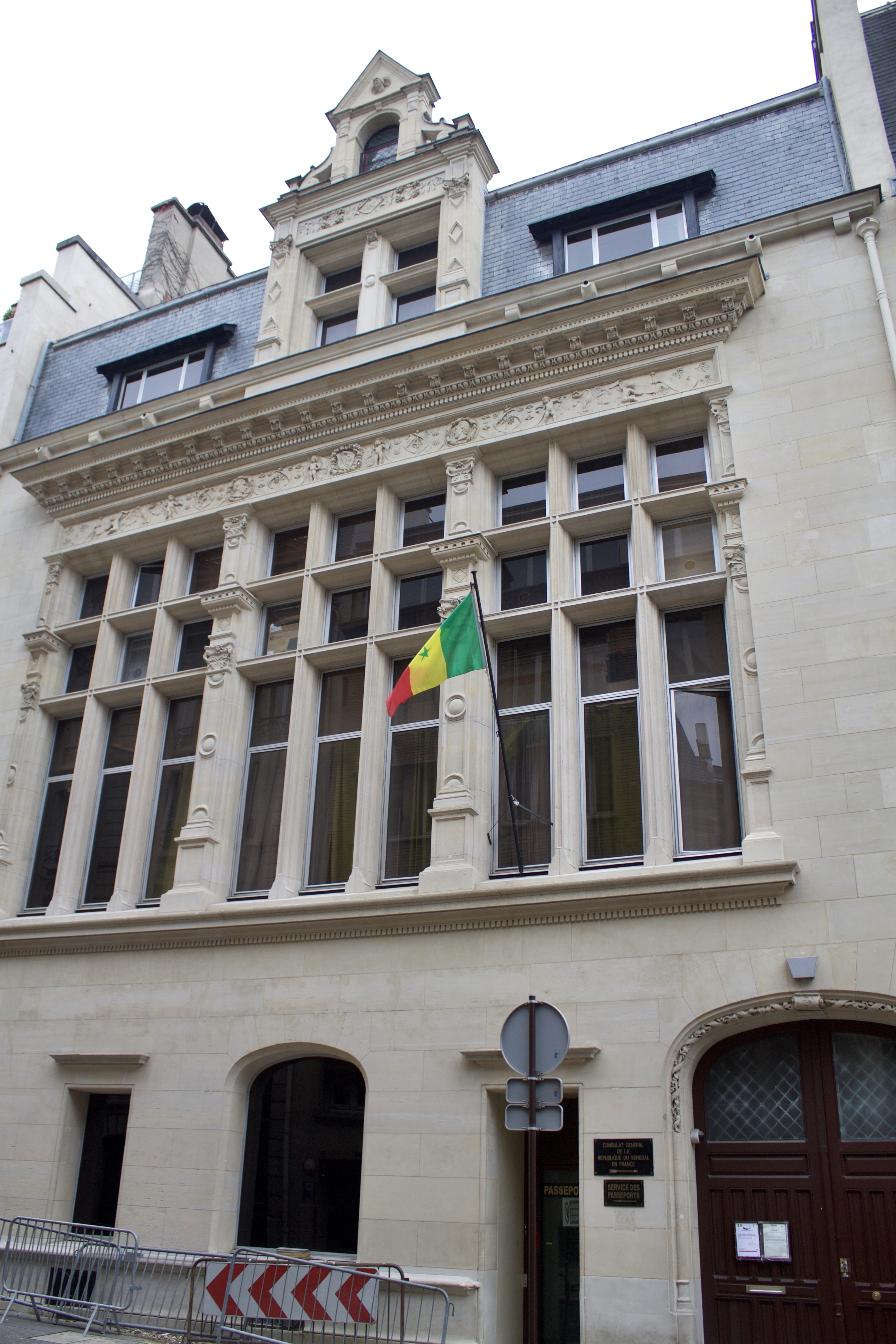
Consulat général à Paris.
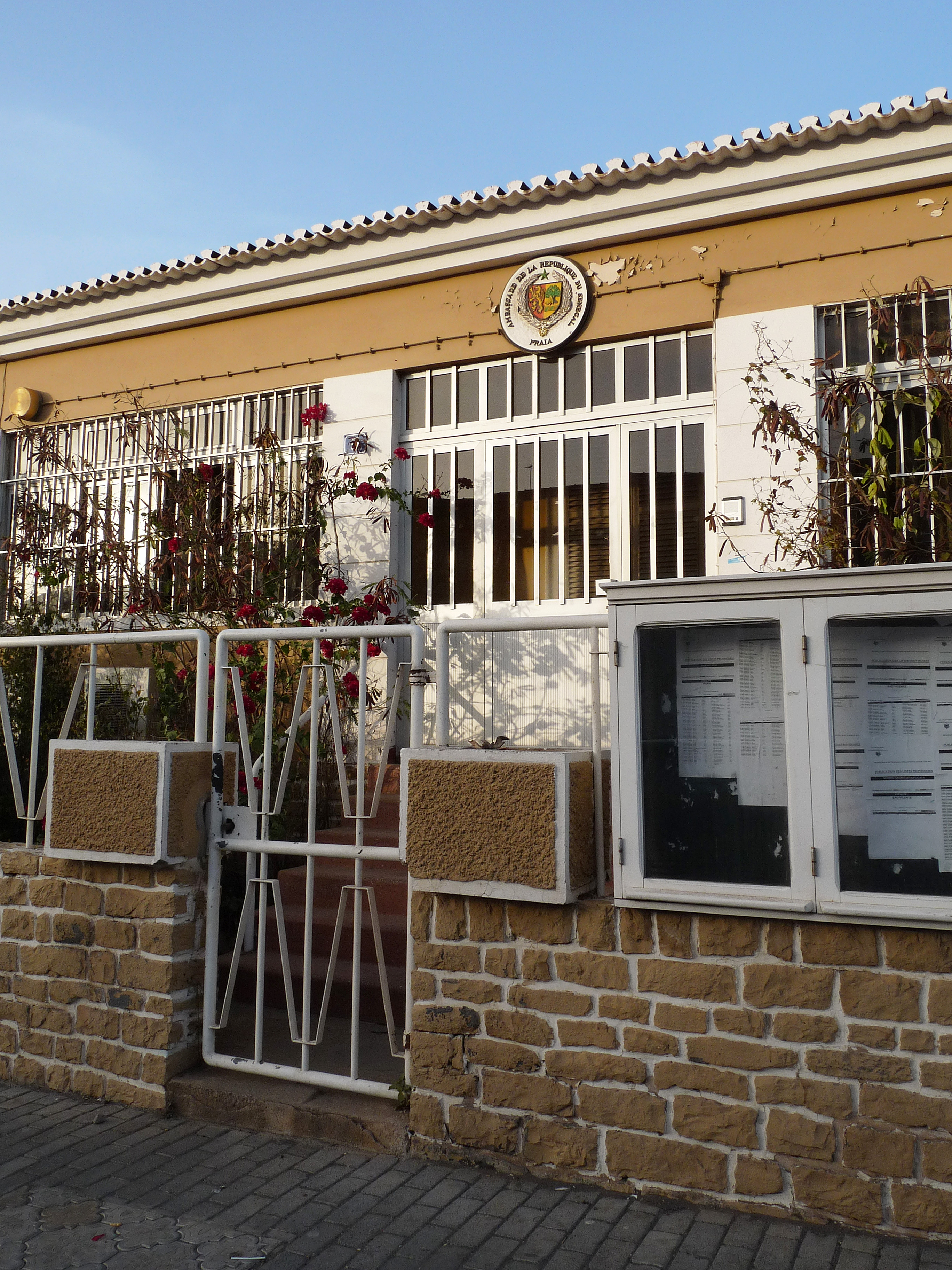
Ambassade à Praia.
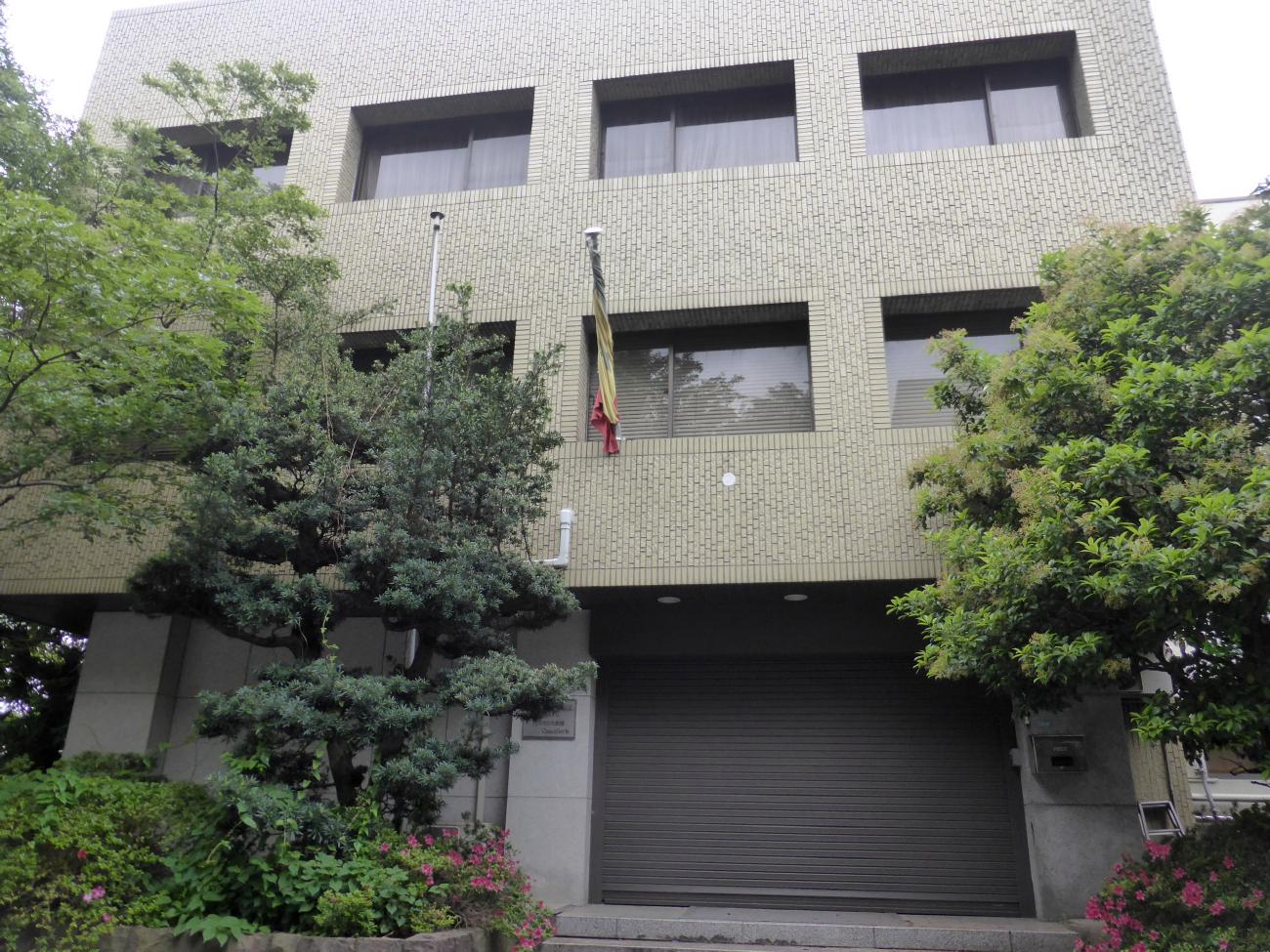
Ambassade à Tokyo.
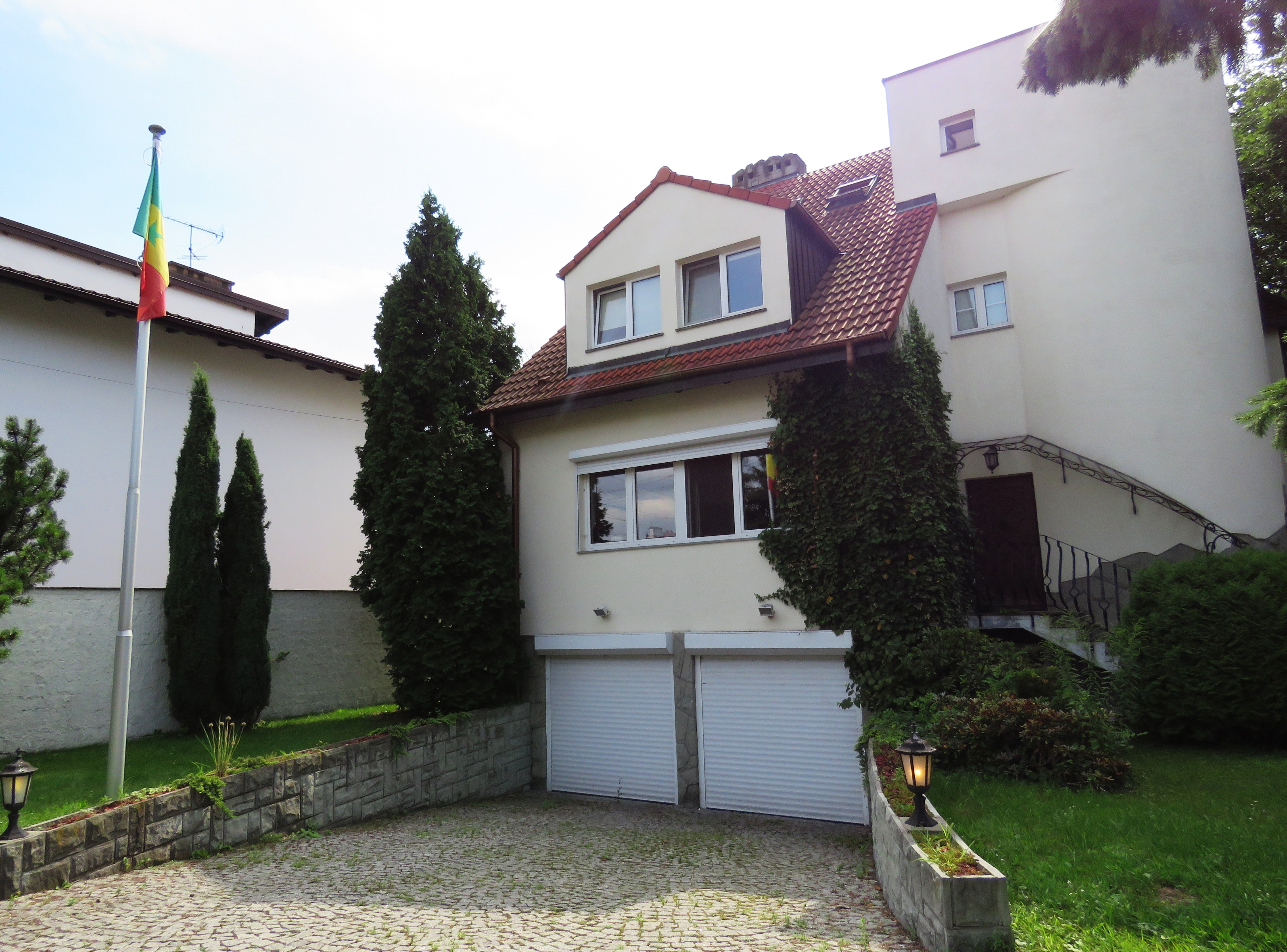
Ambassade à Varsovie.
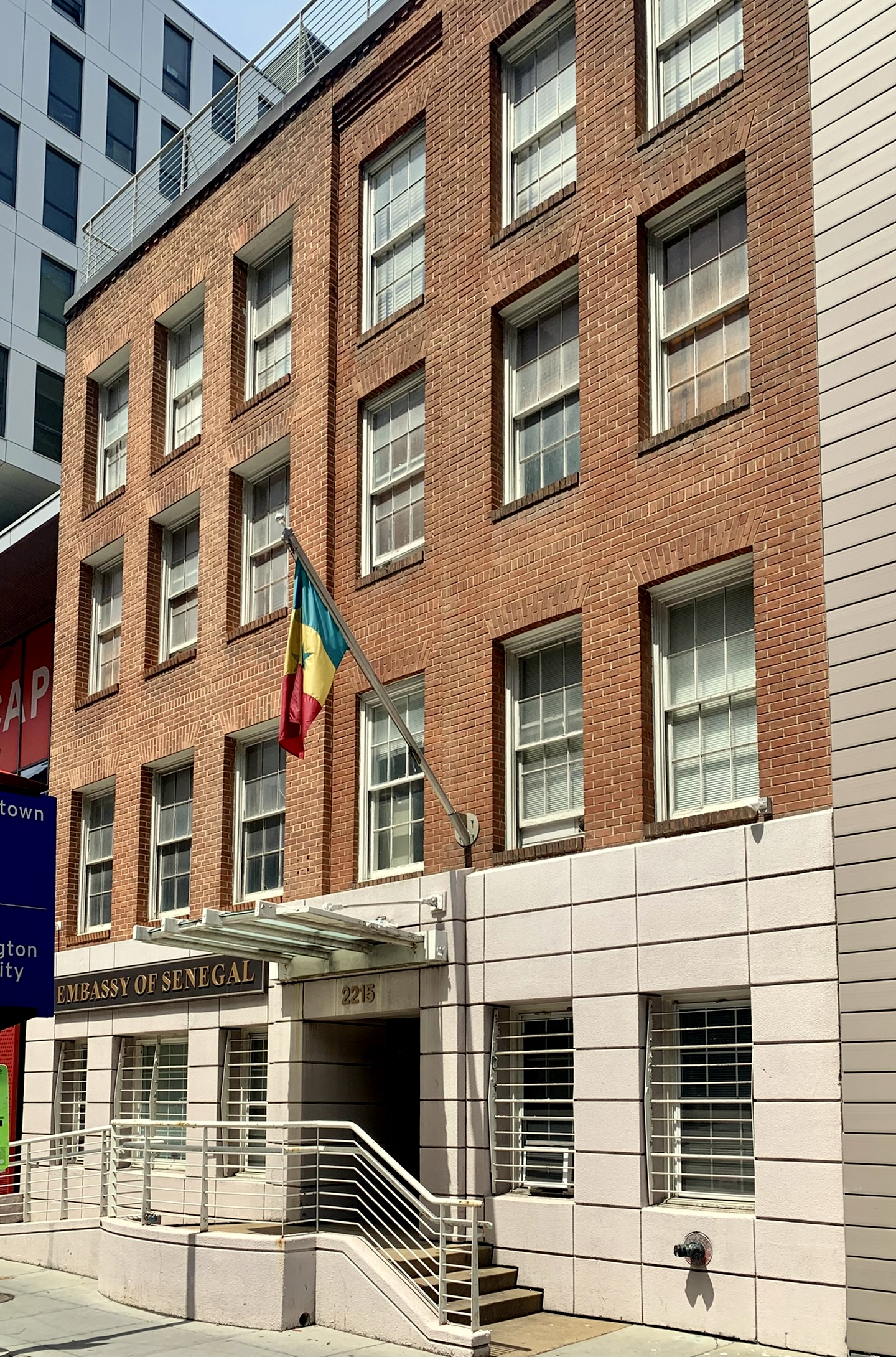
Ambassade à Washington.